# Microlaimus inermis
Microlaimus inermis is een rondwormensoort uit de familie van de Microlaimidae. De wetenschappelijke naam van de soort is voor het eerst geldig gepubliceerd in 1923 door Ditlevsen.